# پرکونا
پِرکُونا (به اسپانیایی: Porcuna) یکی از دهستان‌های استان خائن در کشور اسپانیا است. این شهر با مساحت ۱۷۶ کیلومتر مربع، ۶۸۰۶ تن جمعیت دارد.